# Wielersport op de Olympische Zomerspelen 1912

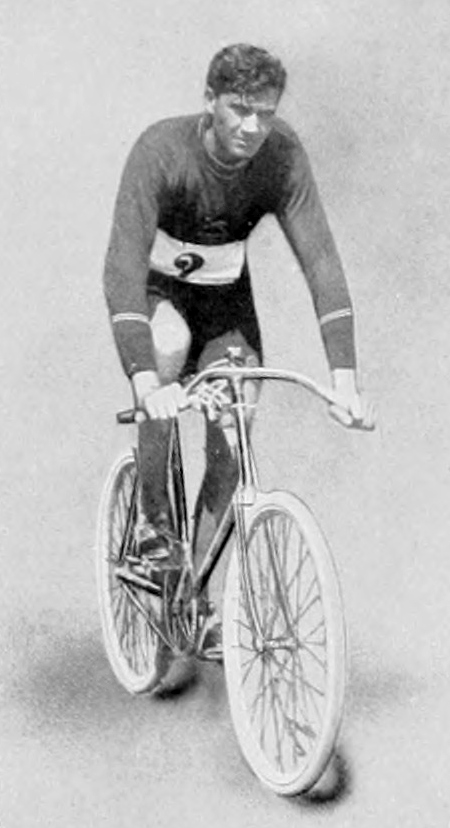
Rudolph Lewis in actie op de Olympische Zomerspelen 1912

De wielersport is een van de sporten die beoefend werden tijdens de Olympische Zomerspelen 1912 in Stockholm.

## Heren

### weg

#### tijdrit individueel
Afstand: 320 km
| rang   | sporter(s)      | land | tijd       |
| ------ | --------------- | ---- | ---------- |
| Goud   | Rudolph Lewis   | RSA  | 10:42:39.0 |
| Zilver | Frederick Grubb | GBR  | 10:51:24.2 |
| Brons  | Carl Schutte    | USA  | 10:52:38.8 |
| 4      | Leon Meredith   | GBR  | 11:00:02.6 |
| 5      | Frank Brown     | CAN  | 11:01:00.0 |
| 6      | Antti Raita     | FIN  | 11:02:20.3 |
| 7      | Erik Friborg    | SWE  | 11:04:17.0 |
| 8      | Ragnar Malm     | SWE  | 11:08:14.5 |

#### tijdrit ploegen
De tijden van de 4 best geklasseerde renners per land van de individuele tijdrit werden bij elkaar opgeteld.
| rang   | sporter(s)                                                          | land       | tijd                                        | totale tijd |
| ------ | ------------------------------------------------------------------- | ---------- | ------------------------------------------- | ----------- |
| Goud   | Erik Friborg Ragnar Malm Axel Persson Algot Lönn                    | SWE        | 11:04:17.0 11:08:14.5 11:10:59.6 11:12:02.5 | 44:35:33.6  |
| Zilver | Frederick Grubb Leon Meredith Charles Moss William Hammond          | GBR ( ENG) | 10:51:24.2 11:00:02.6 11:23:55.8 11:29:16.8 | 44:44:39.4  |
| Brons  | Carl Schutte Alvin Loftes Albert Kruschel Walter Martin             | USA        | 10:52:38.8 11:13:51.3 11:17:30.2 11:23:55.2 | 44:47:55.5  |
| 4      | John Wilson Robert Thompson John Miller David Stevenson             | GBR ( SCO) | 11:21:43.0 11:31:16.0 11:44:01.6 11:52:55.0 | 46:29:55.6  |
| 5      | Antti Raita Wilho Tilkanen Juhani Kankkonen Frans Väre              | FIN        | 11:02:20.3 11:28:38.5 11:41:35.5 12:21:29.2 | 46:34:03.5  |
| 6      | Franz Lemnitz Rudolf Baier Oswald Rathmann Georg Warsow             | GER        | 11:34:32.2 11:35:01.5 11:40:18.4 11:45:24.0 | 46:35:16.1  |
| 7      | Robert Rammer Adolf Kofler Rudolf Kramer Josef Hellensteiner        | AUT        | 11:30:40.8 11:39:32.6 11:53:12.8 11:54:00.2 | 46:57:26.4  |
| 8      | Olaf Meyland-Smith Charles Hansen Johannes Reinwaldt Godtfred Olsen | DEN        | 11:32:24.2 11:40:04.0 11:57:20.0 12:06:18.8 | 47:16:07.0  |

## Medaillespiegel
| rang   | land             | goud | zilver | brons | totaal |
| ------ | ---------------- | ---- | ------ | ----- | ------ |
| 1      | Zuid-Afrika      | 1    | 0      | 0     | 1      |
| 1      | Zweden           | 1    | 0      | 0     | 1      |
| 3      | Groot-Brittannië | 0    | 2      | 0     | 2      |
| 4      | Verenigde Staten | 0    | 0      | 2     | 2      |
| totaal | totaal           | 2    | 2      | 2     | 6      |